# Acinetobacter baumannii
Acinetobacter baumannii es una especie de bacteria cocobacilo patógena gram-negativa, no fermentador y resistente a la mayoría de los antibióticos. Como resultado de su resistencia al tratamiento con fármacos (MDRAB), algunas estimaciones afirman que la enfermedad podría estar matando a decenas de miles de pacientes en los Estados Unidos cada año[cita requerida]. La enfermedad producida por la A. baumannii puede causar neumonía severa e infecciones del tracto urinario (ITU).
En 2012, en la Universidad de Alberta se afirmó haber encontrado una debilidad en la coraza molecular de este patógeno. Mutantes que no producen glicoproteínas son menos virulentos, forman menos biofilm y son más susceptibles a los antibióticos.
Halicin es un compuesto conocido que  encuentra un nuevo uso y es efectivo contra el Acinetobacter baumannii, o A. baumannii, una bacteria "resistentes a múltiples fármacos" que no pueden combatir los antibióticos existentes. El compuesto fue encontrado por un equipo de MIT, Harvard’s Broad Institute y MIT CSAIL utilizando el aprendizaje profundo.